# Третья лига Грузии по футболу
Лига 3 (груз. ლიგა 3) — третий по уровню футбольный дивизион Грузии после Эровнули лига и Эровнули лиги 2.
До 2017 года имела название Вторая лига (груз. მეორე ლიგა)
В 2017 году в лиге участвовало 20 команд. В 2019 году, когда была сформирована Лига 4, их количество сократилось до десяти. С сезона 2021 года было принято решение о расширении лиги до 14 команд. А затем, с сезона 2022 до 16.
Сезон проводится по системе весна-осень по принципу «каждый с каждым» в два круга, на своём поле и поле соперника.
В лиге предусмотрена система повышения и понижения. Начиная с сезона 2022 года, чемпионы и занявшие второе место автоматически переходят в Лигу Эровнули 2, а команды, занявшие 3-е и 4-е места, получают место в плей-офф за повышение против клубов, занявших 8-е и 7-е места соответственно в Лиге Эровнули 2. Три худшие команды переходят в Лигу 4.

## Участники
В сезоне-2013/14 выступали клубы:
| Клуб                 | Город      | Стадион | Вместимость |
| -------------------- | ---------- | ------- | ----------- |
| Абули (10, УЛ)       | Ахалкалаки | ?       | ?           |
| Аэти (4)             | Сухуми     | ?       | ?           |
| Алазани (4)          | Гурджаани  | ?       | ?           |
| Боржоми (4)          | Боржоми    | ?       | ?           |
| Голеадори (4)        | Тбилиси    | ?       | ?           |
| Динамо (4)           | Сухуми     | ?       | ?           |
| Дуруджи (4)          | Кварели    | ?       | ?           |
| Душети (4)           | Душети     | ?       | ?           |
| Иберия[уточнить] (4) | Тбилиси    | ?       | ?           |
| Ивериони (4)         | Тбилиси    | ?       | ?           |
| Иверия (4)           | Хашури     | ?       | ?           |
| Кутаиси-2011 (4)     | Кутаиси    | ?       | ?           |
| Лазика (4)           | Зугдиди    | ?       | ?           |
| Маргвети (4)         | Зестафони  | ?       | ?           |
| Марк Старс (4)       | Тбилиси    | ?       | ?           |
| Форварди (4)         | Тбилиси    | ?       | ?           |
| Рустави (4)          | Рустави    | ?       | ?           |
| Самегрело (4)        | Чхороцку   | ?       | ?           |
| Саирме (4)           | Багдати    | ?       | ?           |
| Эрети (4)            | Лагодехи   | ?       | ?           |
| Эгриси (4)           | Сенаки     | ?       | ?           |